# Phoebe Legere
Phoebe Hemenway Legere (...) è un'attrice cinematografica e cantante statunitense.
È nota principalmente per aver interpretato Claire, la fidanzata cieca di The Toxic Avenger, nella celebre saga prodotta dalla Troma. I film in cui la Legere è apparsa sono The Toxic Avenger Part II e The Toxic Avenger Part III.

## Biografia
La Legere iniziò la sua carriera di cantante all'età di 18 anni. In totale ha inciso sette album.
La carriera cinematografica della Legere iniziò nel 1988, quando interpretò Marilyn Monroe in Mondo New York. Nel 1989 entrò nell'irriverente mondo della Troma, recitando nei film The Toxic Avenger Part II e The Toxic Avenger Part III. L'anno successivo interpretò una piccola parte in King of New York, di Abel Ferrara. Nel 1991 tornò ad interpretare un ruolo in un film della Troma, partecipando a Sgt. Kabukiman N.Y.P.D..

## Filmografia
- Mondo New York di Harvey Keith (1988)
- The Toxic Avenger Part II di Lloyd Kaufman e Michael Herz (1989)
- The Toxic Avenger Part III: The Last Temptation of Toxie di Lloyd Kaufman e Michael Herz (1989)
- King of New York di Abel Ferrara (1990)
- Sgt. Kabukiman N.Y.P.D. di Lloyd Kaufman e Michael Herz (1991)
- Le Marquise de Slime di Quelou Parente (1997)
- The Bar Channel di Frank Chindamo (cortometraggio) (1998)
- Sin City Spectacular (serie TV) (1998)
- Naked Brothers Band Movie di Polly Draper (film TV) (2005)

## Discografia
- Last Tango In Bubbleland (1997)
- Blue Curtain (2000)
- 1000 Kisses (2002)
- Four Nurses of the Apocalypse (2004)
- Passionflower (2006)
- Children of the Dawn (2007)
- Midnight Legere (2007)